# 영양 연당리 석조여래좌상
영양 연당리 석조여래좌상(英陽 蓮塘里 石造如來坐像)은 대한민국 경상북도 영양군에 연당리에 있는 석불이다. 1979년 1월 25일 경상북도의 유형문화재 제111호로 지정되었다.

## 개요
경상북도 영양군 입암면 연당리 마을 한가운데 임시로 지어놓은 건물 안에 모셔져 있는 석불좌상이다. 광배(光背)와 대좌(臺座)를 모두 갖추고 있는 불상으로, 머리와 눈부분이 깨져 있고 광배가 3조각으로 절단되어 있기는 하지만 거의 완전한 상태로 보존되어 있다.
얼굴은 직사각형 형태이고, 사각형의 신체와 반듯한 어깨, 좁아진 무릎 등에서 경직된 모습을 보이고 있다. 왼손에 약그릇을 들고 있어 이 불상이 모든 중생의 질병을 고쳐준다는 약사여래(藥師如來)를 표현한 것임을 알 수 있다. 옷은 양 어깨를 감싸고 있으며, 평행으로 흐르는 물결식의 옷주름이 새겨져 있다.
3단의 높은 8각형 대좌에는 연꽃무늬가 새겨져 있고, 몸 뒤의 광배에도 연꽃무늬와 구름무늬가 화려하게 조각되어 있다. 대좌의 연꽃무늬, 광배의 구름무늬, 그리고 불신의 정돈된 형태와 물결식 옷주름선 등은 통일신라 후기의 조각수법을 잘 보여주고 있다.
불상의 뒷면에 새겨진 글로 보아 889년에 만들어졌음을 알 수 있다. 제작 연대가 확실하다는 점에서 의의가 클 뿐만 아니라, 지방색이 현저한 통일신라 후기의 작품이라는 점에서 귀중하게 여겨진다.

## 현지 안내문
이 불상은 대좌와 광배를 모두 갖추었는데 손상이 다소 있지만 9세기 불상계열을 따른 통일신라 말기의 작품이다. 얼굴은 손상이 있어 분명하지 않지만 띠주름식의 삼도가 분명한 목, 사각형적인 신체, 반듯한 어깨와 좁아진 무릎 등 경직된 자세를 나타내고 있다. 손모양은 항마촉지인과 유사하지만 왼손에 둥근 약호를 들고 있어서 약사여래불상임을 알 수 있다.
평행으로 흐르는 물결식 옷주름과 v협으로 터진 벙의 평행으로 표현된 승각기(내의)와 리를 묶는 매듭끈, 3단의 높은 팔각연화대좌, 화려한 연화문과 구름무늬가 새겨진 주형건신광배는 통일신라 후반기 석불상의 형식화된 지방적 특징을 보여주고 있다.
불상 뒷면에 음각된 "৳원년기 유팔월불성문 ৳৳택천랑"이라는 명문은 양식적 특징과 함께 이 불상을 신라조각사상 귀중한 작품으로 승화시켜 주고 있다.

## 참고 자료
- 영양연당동석불좌상 - 국가유산청 국가유산포털